# ماوريتسيو دي آشيل
ماوريتسيو دي آشيل (بالإيطالية: Maurizio D'Achille)‏ (مواليد 1932) هو سبّاح إيطالي، مثّل بلاده في الألعاب الأولمبية الصيفية 1956.

## روابط خارجية
ماوريتسيو دي آشيل على موقع أوليمبيديا (الإنجليزية)